# Porella rotundirostris
Porella rotundirostris är en mossdjursart som beskrevs av Liu 1990. Porella rotundirostris ingår i släktet Porella och familjen Bryocryptellidae. Inga underarter finns listade i Catalogue of Life.